# The Old Curiosity Shop (minissérie)
The Old Curiosity Shop é uma minissérie britânica produzida pela BBC, cujo exibição ocorreu em 1979. Dirigido por Julian Amyes com adaptação de William Trevor, a minissérie foi baseada no romance homônimo de Charles Dickens.

## Elenco
- Natalie Ogle - Little Nell
- Trevor Peacock - Daniel Quilp
- Sebastian Lewis Shaw - avô
- Granville Saxton - Dick Swiveller
- Christopher Fairbank - Kit Nubbles
- Colin Jeavons - Sampson Brass
- Wensley Pithey - único cavalheiro
- Freda Dowie - Sally Brass
- Laurence Hardy - Sr. Witherden
- Keith Hazemore - Abel Garland
- Sandra Payne - Sra Quilp
- Patsy Byrne - Sra. Nubbles
- Simon Garstang - Little Jacob
- Annabelle Lanyon - servente
- Brian Oulton - diretor da escola
- Donald Bisset - Sr. Garland
- Margaret Courtenay - Sra. Jarley